# Коломбель (коммуна)
Коломбе́ль (фр. Colombelles) — коммуна во Франции, находится в регионе Нормандия, департамент Кальвадос, округ Кан, кантон Эрувиль-Сен-Клер. Пригород Кана, расположен в 8 км к северо-востока от центра города, на правом берегу реки Орн. Население — 6976 человек (2019).

## История
Первое упоминание о Коломбеле относится к 1082 году. Название населённого пункта означает «место, где разводят голубей». На протяжении веков население деревни жило за счёт сельского хозяйства, рыбной ловли и добычи строительного камня. Всё изменилось в 1909 году, когда немецкий предприниматель Август Тиссен купил большой участок земли неподалёку от Кана, на котором выстроил металлургический завод, ставший впоследствии основой Металлургической компании Нормандии. Население Коломбеля стало быстро расти, за несколько лет в десять раз. Было построено муниципальное жильё для рабочих, православный храм, культурный центр.
В 1993 году металлургический завод был закрыт, что стало большим ударом для населения города. Часть его корпусов сейчас переоборудованы под предприятия пищевой и перерабатывающей отраслей.

## Достопримечательности
- Башня XVII века, единственная уцелевшая часть городского замка
- Церковь Святого Мартина XII—XIII веков в романском стиле
- Православная церковь Святого Сергия XX века

## Экономика
Судостроительная верфь, предприятия пищевой и перерабатывающей отраслей.
Структура занятости населения:
- сельское хозяйство — 0,2 %
- промышленность — 22,2 %
- строительство — 7,1 %
- торговля, транспорт и сфера услуг — 51,2 %
- государственные и муниципальные службы — 19,4 %.

Уровень безработицы (2017) — 19,6 % (Франция в целом —  13,4 %, департамент Кальвадос — 12,5 %). 

Среднегодовой доход на 1 человека, евро (2018) — 18 260 (Франция в целом — 21 730, департамент Кальвадос — 21 490).

## Демография
Динамика численности населения, чел.

## Администрация
Пост мэра Коломбеля с 2014 года занимает социалист Марк Потье (Marc Pottier). На муниципальных выборах 2020 года возглавляемый им левый список был единственным.
| Период | Период | Фамилия       | Партия                  | Примечания                                                |
| ------ | ------ | ------------- | ----------------------- | --------------------------------------------------------- |
| 1977   | 1989   | Мари Петипа   | Социалистическая партия |                                                           |
| 1989   | 2001   | Клод Экобишон | Социалистическая партия | профессор колледжа, член Генерального совета департамента |
| 2001   | 2014   | Колен Сюэр    | Социалистическая партия | архитектор                                                |
| 2014   |        | Марк Потье    | Социалистическая партия | профессор                                                 |

## Города-побратимы
- Фремингтон, Великобритания
- Штайнхайм-ам-Альбух, Германия

## Знаменитые уроженцы
- Жан Угрон (1923—2001) — писатель-фантаст.

## Галерея

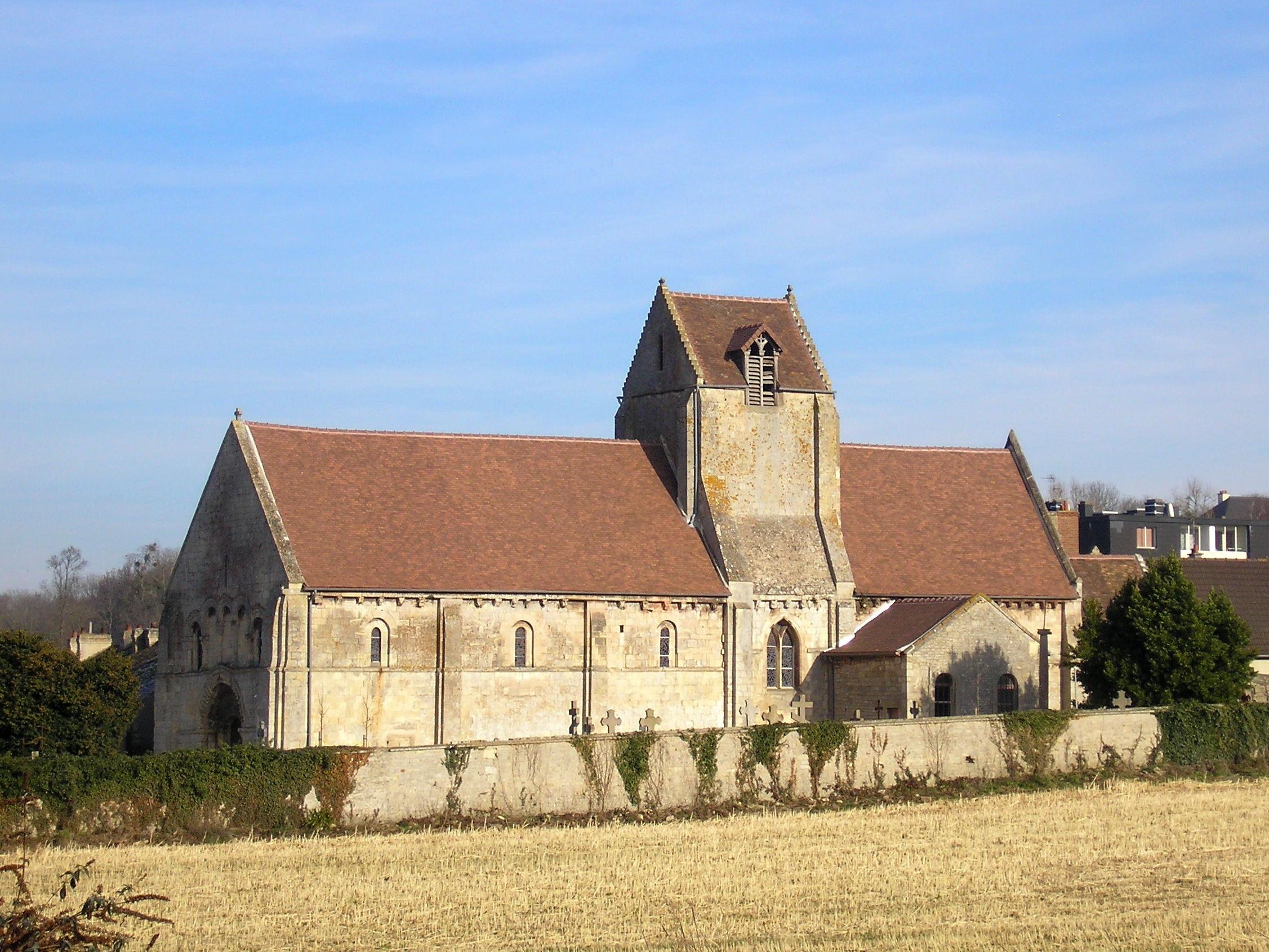
Церковь Святого Мартина
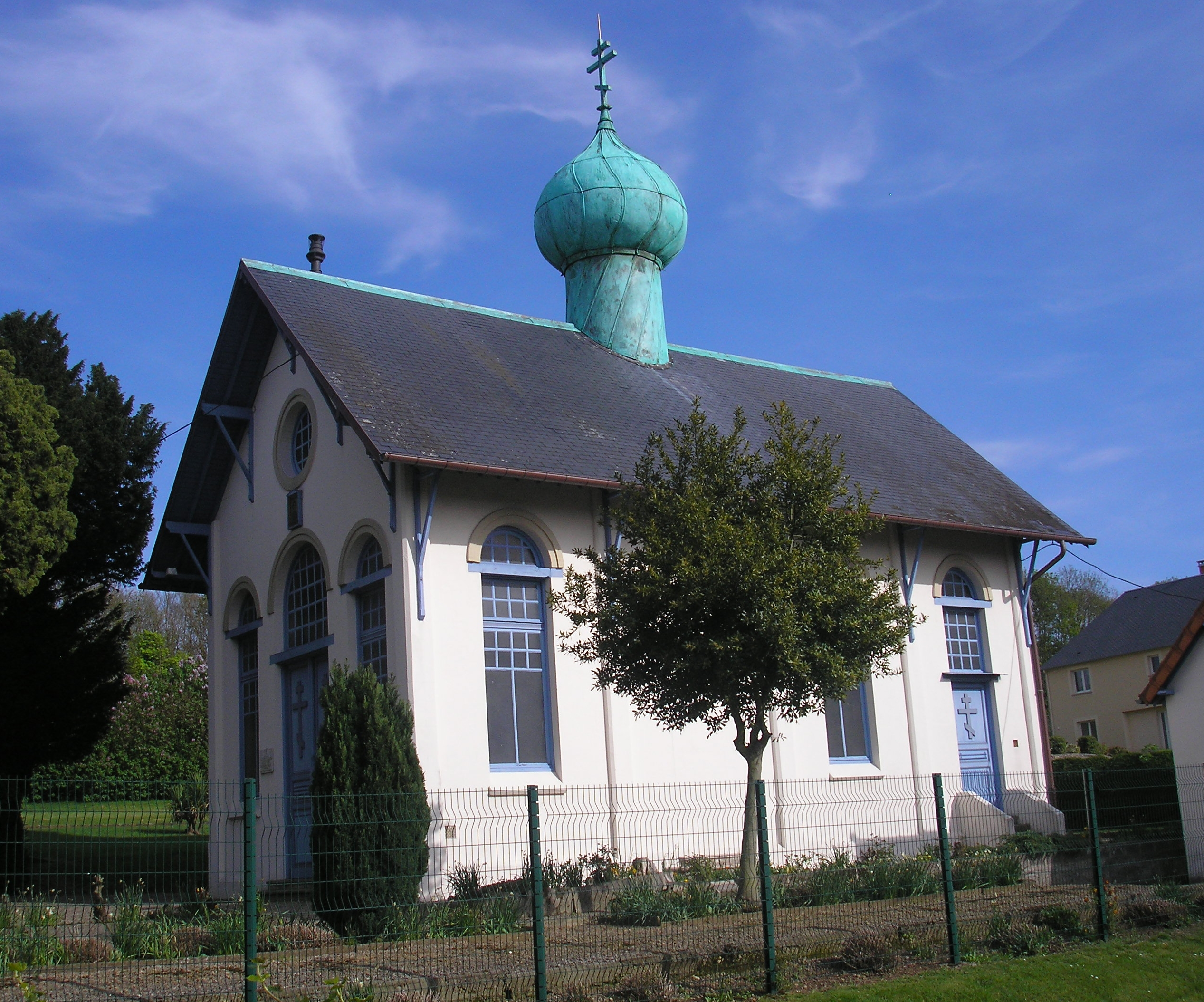
Церковь Святого Сергия